# Mitchel Brown
Glen Mitchel Brown (La Ceiba, Atlántida, 16 de julio de 1981) es un exfutbolista hondureño que jugaba de delantero.

## Trayectoria
Este jugador de fútbol nació y creció  en La Ceiba, Atlántida, Honduras
En el 2001, Mitchel Brown pasó a formar parte del Brescia Calcio de Italia.
Actualmente juega en el Club Deportivo Marathón de Honduras.

## Selección nacional
Mitchel Brown ha Participado pocas veces con la Selección de fútbol de Honduras.
Hizo su debut con la Selección de fútbol de Honduras en el 2009.
Disputó la Copa Centroamericana 2013 realizada en Costa Rica.
En el 2012 fue llamado a la Selección de fútbol de Honduras para disputar dos partidos eliminatorios rumbo a Brasil 2014.

## Clubes
| Club                                  | País       | Año       |
| ------------------------------------- | ---------- | --------- |
| Tertona FC                            | Honduras   | 2000-2001 |
| Brescia Calcio                        | Italia     | 2001      |
| Club Social y Deportivo Suchitepéquez | Guatemala  | 2002-2005 |
| Club Deportivo Motagua                | Honduras   | 2005-2006 |
| Club Deportivo Victoria               | Honduras   | 2006-2007 |
| Club Deportivo Marathon               | Honduras   | 2007      |
| FC Tatran Prešov                      | Eslovaquia | 2007-2008 |
| Qingdao Jonoon                        | China      | 2008      |
| Club Deportivo Marathon               | Honduras   | 2009      |
| Hunan Billows                         | China      | 2010-2011 |
| Club Deportivo Marathon               | Honduras   | 2012-2015 |
| Club Deportivo Victoria               | Honduras   | 2015-     |

### Campeonatos nacionales
| Título                                             | Club                                  | País      | Año  |
| -------------------------------------------------- | ------------------------------------- | --------- | ---- |
| Primera División de Guatemala                      | Club Social y Deportivo Suchitepéquez | Guatemala | 2004 |
| Subcampeón de Liga Nacional de Fútbol de Guatemala | Club Social y Deportivo Suchitepéquez | Guatemala | 2005 |

## Participaciones en Copa Centroamericana
| Copa Centroamericana      | Sede       | Resultado  |
| ------------------------- | ---------- | ---------- |
| Copa Centroamericana 2013 | Costa Rica | Subcampeón |